# Beteigeuze
Beteigeuze [ˌbetaɪ̯ˈɡ⁠ɔʏ̯⁠t͡sə] (Anhörenⓘ), auch α Orionis, international Betelgeuse (arabisch يد الجوزاء, DMG yad al-ǧauzāʾ, „Hand der Riesin“), ist ein Stern im Sternbild Orion. Er wird auch der Schulterstern des Orion genannt. Der Unterschied zur Transkription aus dem Arabischen mit „B-“ (بـ) statt „Y-“ (يـ) ist auf einen „historischen Rechtschreibfehler“ zurückzuführen. Obwohl Beteigeuze die Bayer-Bezeichnung α trägt, ist er mit einer mittleren Helligkeit von 0,58 mag hinter Rigel (0,12 mag) nur der zweithellste Stern des Orion.

## Eigenschaften
Beteigeuze ist ein zur Milchstraße gehörender Riesenstern und wird im Hertzsprung-Russell-Diagramm der Klasse der Roten Überriesen zugerechnet. Er hat etwa den achthundertfachen Durchmesser der Sonne und eine etwa zehntausendmal so große Leuchtkraft im sichtbaren Bereich. Das Volumen der Sonne passt somit etwa eine halbe Milliarde Mal in Beteigeuze. Von der Erde aus gesehen ist Beteigeuze der zehnthellste Stern.
Beteigeuze ist von großem astronomischen Interesse. Sein Radius war der erste, der mittels Interferometrie bestimmt wurde. Es stellte sich heraus, dass er um zirka 15 Prozent schwankt. Es variiert auch Beteigeuzes Helligkeit zwischen +0,3 und +0,6m mit einer halbregelmäßigen Periode von 2070 Tagen (Halbregelmäßig Veränderlicher vom Typ SRc). Er ist neben Mira, Altair und Antares einer der wenigen Sterne, die von der Erde aus mit Teleskoptechnik als Fläche sichtbar sind, sein Winkeldurchmesser beträgt 0,05 Bogensekunden. Für die etwa alle 6 Jahre auftretenden Schwankungen wurde schon länger die Existenz eines Begleiters angenommen; 2025 gelang am Gemini North Telescope auf Hawaii der Nachweis.
Am 12. Dezember 2023 bedeckte der Asteroid (319) Leona Beteigeuze. Man hofft, aus den Beobachtungen die Verteilung der Helligkeit über die Sternenscheibe genauer zu bestimmen, als dies mit der aktuellen Technik möglich ist.
Die Bestimmung der Entfernung von Beteigeuze erweist sich als schwierig, da die Parallaxe deutlich geringer ist als der Winkeldurchmesser des Sterns. Man vermutete lange Zeit eine Entfernung um 700 Lichtjahre. Daten des Satelliten Hipparcos weisen eine geometrische Parallaxe von 6,55 ± 0,83 Millibogensekunden aus, die auf eine Entfernung von 153 +22−17 Parsec bzw. 499 +72−55 Lichtjahren schließen lässt. Andere Analysen basierend auf weiteren Beobachtungsdaten deuten auf eine kleinere Parallaxe von lediglich 4,51 ± 0,80 Millibogensekunden hin, was eine größere Entfernung von 222 +48−34 Parsec oder 724 +156−111 Lichtjahren ergibt. Die aktuelle Arbeit von Joyce et al. schließt auf eine Parallaxe von knapp 6 Millibogensekunden.

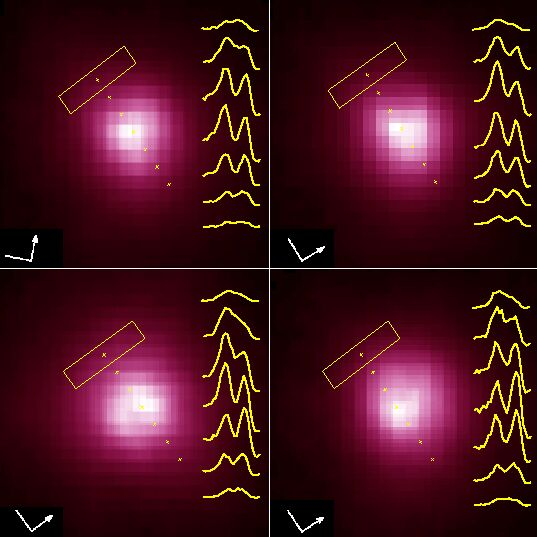
Pulsationen im UV-Bereich (Hubble-Weltraumteleskop)
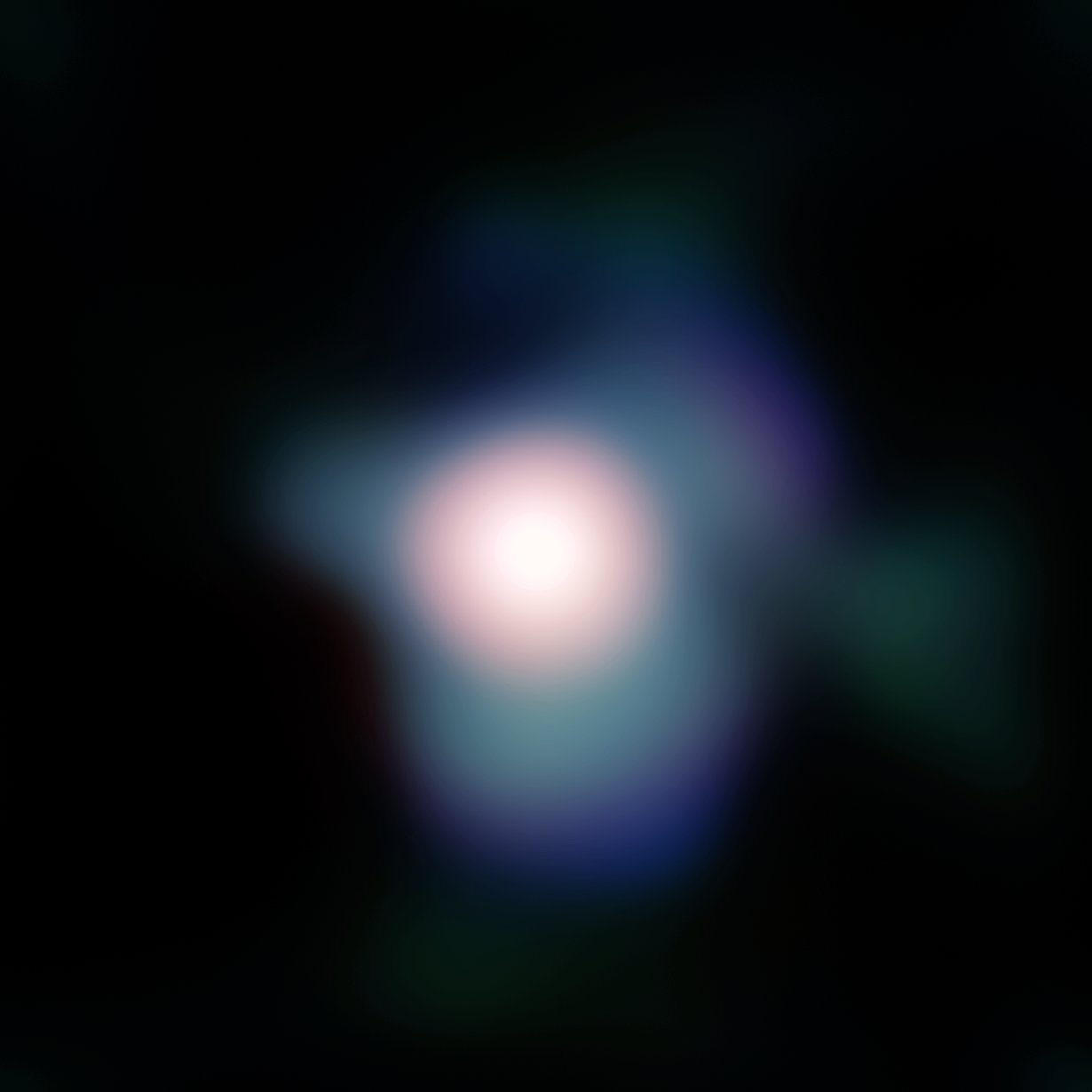
Hochaufgelöste Aufnahme der VLT-NACO durch Verwendung von Lucky Imaging
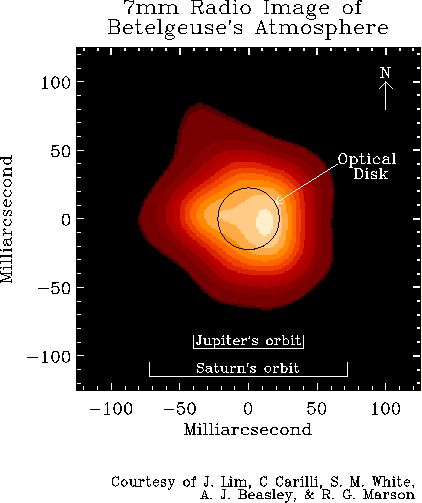
Radioastronomische Aufnahme bei einer Wellenlänge von 7 mm
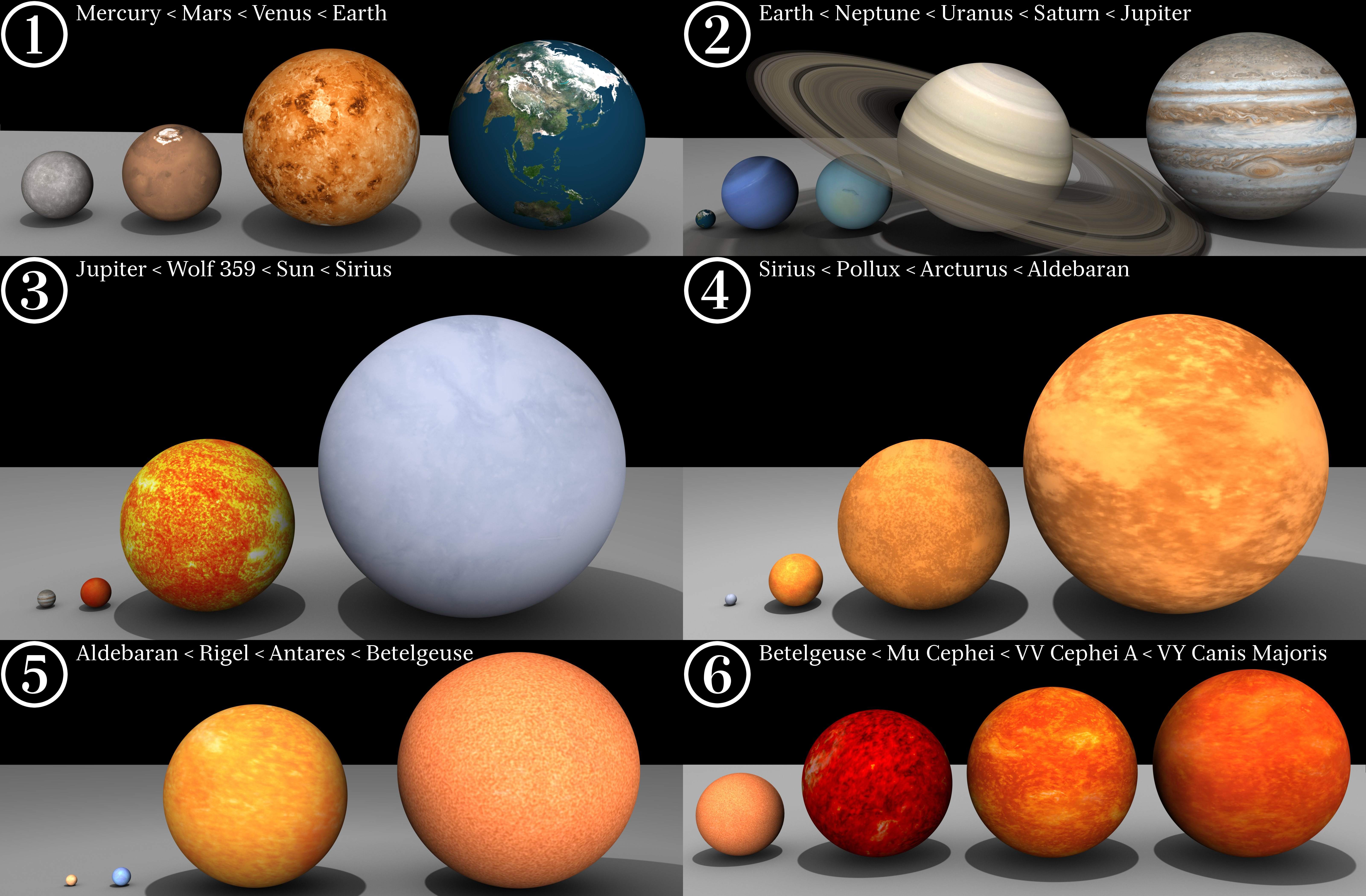
Betelgeuse (Bilder 5 und 6) im Größenvergleich zu anderen Himmelskörpern

## Zukunft als Supernova
Als Roter Überriese wird Beteigeuze seine Existenz als Supernova beenden. In Anbetracht dessen, dass er in antiken Schriften vor etwa 2000 Jahren als gelb-orange beschrieben wird und somit das Endstadium erst vor relativ kurzer Zeit erreicht hat, wird es noch lange (etwa 1,5 Millionen Jahre) dauern, bis dies geschieht.
In einem Artikel aus dem Jahr 2023 wird dagegen postuliert, dass Beteigeuze im letzten Stadium des Kohlenstoffbrennens ist, dieses in wahrscheinlich weniger als 300 Jahren beendet sein wird, und dass der Zeitraum danach bis zur Explosion als Supernova deutlich geringer sei („a few tens of years“).
Bei Roten Überriesen kann man bei einer Supernova (durchschnittlich) eine 16.000-fache Steigerung der Leuchtkraft erwarten. Beteigeuze wäre dann auf der Erde auch tagsüber deutlich sichtbar. Bezogen auf eine Ausgangshelligkeit von ungefähr 0,5 mag würde die scheinbare Helligkeit im Fall einer Supernova auf −9,5 bis −10,5 mag ansteigen, entsprechend einer absoluten Helligkeit von −15,1 bis −16,1. Dies entspricht der Leuchtkraft eines Halbmondes am Himmel. Nach anderen Quellen erreichen Supernova-Ausbrüche von Riesensternen sogar absolute Helligkeiten um −17 bis −18, gelegentlich (vor allem bei Sternen mit sehr großem Radius) auch darüber. In letzterem Fall würde die Supernova die Helligkeit des Vollmondes erreichen. Da die Rotationsachse des Sterns nicht in Richtung Erde zeigt, wird der Gammablitz nicht so stark sein, dass die Biosphäre geschädigt würde.
Der Überrest dieser Supernova wird voraussichtlich ein 20 Kilometer großer Neutronenstern sein, dessen Dichte etwa eine Milliarde Tonnen je cm3 beträgt.
Messungen an kalifornischen Universitäten haben 2009 ergeben, dass der Durchmesser von Beteigeuze seit 1993 um 15 Prozent geschrumpft ist, während die Leuchtintensität unverändert blieb. Zur Verdeutlichung: bezogen auf einen angenommenen Radius von 950–1200 R☉ am Ende der Messung entspricht das einer mittleren Fallgeschwindigkeit der Oberfläche von etwa 830–1050 km/h.

## Helligkeitsanomalien 2019–2023
Ab Oktober 2019 wurde bei Beteigeuze eine deutliche Abnahme der Helligkeit festgestellt. Im Februar 2020 durchlief die Helligkeit des Sterns mit +1,61 mag ein Minimum und ging somit auf etwas weniger als 40 % ihres durchschnittlichen Wertes zurück. Er erschien damit schwächer als jemals seit Beginn präziser Beobachtungen. Zu diesem Zeitpunkt übertrafen ihn 20 andere Sterne an Helligkeit, während er üblicherweise auch als veränderlicher Stern zu den zehn hellsten Sternen des Nachthimmels gehört.
Die scheinbare Helligkeit erreichte Ende April 2020 wieder ihren durchschnittlichen Wert. 2023 leuchtete Beteigeuze sogar heller als im langjährigen Durchschnitt.
Der signifikante Helligkeitsabfall wurde in Fachkreisen zunächst unterschiedlich gedeutet. Einige sahen ihn als „eine zufällige Überlagerung der Minima mehrerer gewöhnlicher Helligkeitszyklen“, andere interpretierten ihn als Vorzeichen einer kurz bevorstehenden Kernkollaps-Supernova. Vergleichsaufnahmen mit dem Very Large Telescope der Europäischen Südsternwarte zeigten die Veränderungen Beteigeuzes sowohl im Hinblick auf seine Leuchtkraft als auch seine äußere Form zwischen Januar und Dezember 2019. Erste Erklärungsansätze gingen sowohl von noch nicht verstandenen Vorgängen im Innern des Sterns aus als auch von ausgeworfenem kühlerem Material, das einen Teil des von Beteigeuze ausgesandten Lichts absorbiert. Beobachtungen im Submillimeterbereich schienen jedoch einen signifikanten Beitrag durch die Absorption des Lichts durch Staub auszuschließen. Stattdessen wurde vermutet, dass Sternflecken der Grund für die Reduktion der Helligkeit gewesen sein könnten.
Im August 2020 wurde schließlich im Rahmen eines Forschungsprojekts des Harvard-Smithsonian Center for Astrophysics auf Basis von Beobachtungen mit dem Hubble-Weltraumteleskop eine Erklärung gefunden. Demnach hat Beteigeuze eine riesige heiße und dichte Materiewolke in den Weltraum ausgestoßen, die sich dann zu Staub abgekühlt und, vor dem Stern stehend, das Licht zum Teil absorbiert hat. Das wurde durch 2021 veröffentlichte Beobachtungen des Very Large Telescope bestätigt. Sie beobachteten, dass die südliche Hemisphäre von Beteigeuze bis auf ein Zehntel der üblichen Helligkeit abfiel, als sich dort in der Photosphäre ein dunkel erscheinender Fleck ausbreitete. Die Temperatur der Sternoberfläche von üblicherweise ca. 4000 °C fiel in diesem Fleck bis um 500 Grad ab. Die Beobachtungen deuten auf eine Staubwolke, die sich aufgrund der Abkühlung auf der Sternoberfläche nach einem Massenauswurf bildete. Nach den Autoren deuten die Beobachtungen auf Inhomogenitäten beim Massenauswurf von Roten Riesen verbunden mit einer kontrastreichen schnell variablen Photosphäre.

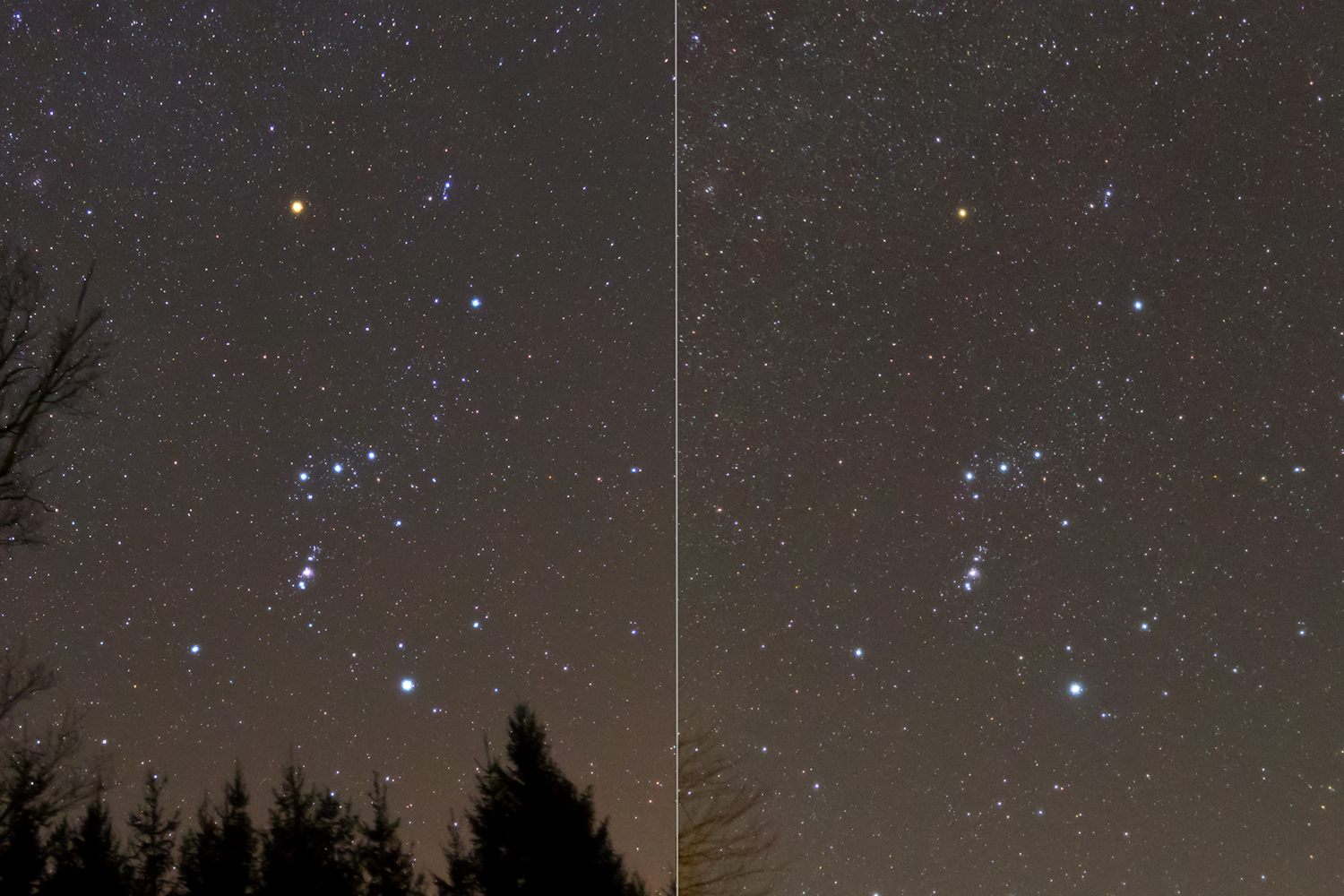
Das Sternbild Orion mit Beteigeuze in seiner üblichen Leuchtkraft (links) und während des ungewöhnlichen Helligkeitsrückgangs Anfang 2020 (rechts).
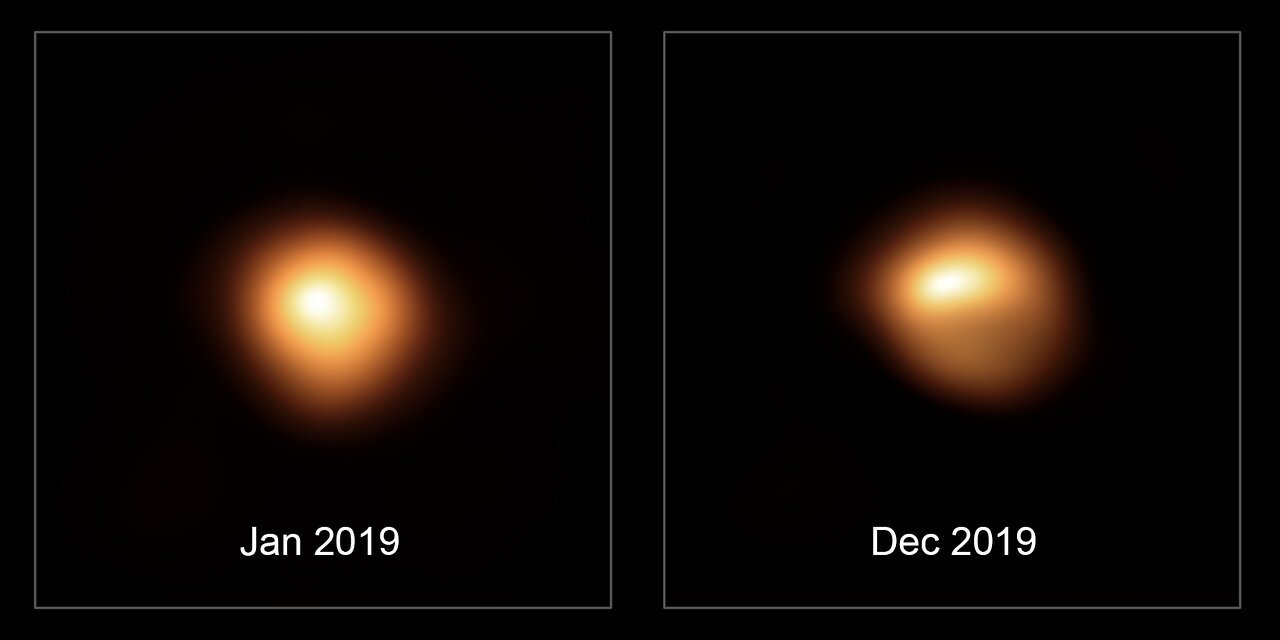
Beteigeuze im Januar und im Dezember 2019, aufgenommen mit dem Very Large Telescope der Europäischen Südsternwarte.

## Begleiter
Als Erklärung der regelmäßigen Helligkeitsperioden werden seit einiger Zeit Begleiter vorgeschlagen. Die Helligkeit des nahen Hauptsterns erschwert optische Beobachtungen allerdings sehr.
Ein erster Vorschlag kam von einem Team um Margarita Karovska, die Daten zur Polarisation von 1968 bis 1983 auswerteten. Die Veröffentlichungen von 1985 und 1986 schlugen dann zwei Begleiter vor: Einen nahen Begleiter in 9 AE und einen entfernten Begleiter bei 77 AE. Allerdings wurden die danach berechneten Positionen in den Folgejahren nicht durch Beobachtungen bestätigt.
Nach dem Helligkeitseinbruch 2019/2020 lebte die Suche nach Begleitern neu auf. 2024 lagen zwei unabhängige Vorschläge auf dem Tisch:
- Der erste Vorschlag rechnete damit, dass der Begleiter kein Stern, sondern ein Kompaktes Objekt ist. Dessen Abstand zum Hauptstern wurde mit 8.60 ± 0.33 AE angegeben.[34]
- Eine andere unabhängige Studie betrachtete Daten über ein ganzes Jahrhundert und fand Hinweise auf einen nahen Begleiter, der sich bis in 10.000 Jahren aufgelöst haben wird.[35]

2025 präzisierte das erste Team, dass das Objekt wenig kompakt sei und eher die Dichte eines Protosterns aufweise. Untersuchungen im Röntgenspektrum unterstützten diese Vermutung. Der Begleiter hat dabei nur eine vergleichsweise geringe Masse von 1,5 M☉.
Im Juli 2025 meldete das Gemini-Observatorium auf Hawaii, man habe auf 2024 mit dem „Alopeke“ angefertigten Aufnahmen einen Begleiter an der 2024 vorhergesagten Position ausgemacht. Da er um sechs Größenordnungen schwächer leuchtet als der Hauptstern, hebt er sich nur mit 1,5 σ vom allgemeinen Rauschen des Messinstruments ab. Seine Masse ist mit vermutlich 1,6 M☉ relativ klein.
Auch wenn der Begleiter damit noch nicht endgültig gesichert ist, wurde bereits „Siwarha“ (arabisch für „Ihr Armband“) als Name vorgeschlagen, in Anlehnung an den Namen des Hauptsterns.

## Etymologie und Namensformen
Der Name stammt von arabisch يد الجوزاء, DMG yad al-ǧauzāʾ („Hand der Riesin“). Er taucht bereits im Buch der Konstellationen der Fixsterne des persischen Astronomen Abd ar-Rahman as-Sufi († 986) auf.
Die heutige deutsche Namensform entstand, weil der arabische Anfangsbuchstabe Yā' (يـ mit zwei Punkten) fälschlich als Bā' (بـ mit einem Punkt) gelesen und so ins Lateinische transkribiert wurde. Während der gesamten Renaissance-Zeit wurde der Stern Bait al-Dschauza genannt, mit der im arabischen Original angenommenen Bedeutung „Achsel der Riesin“, obwohl die richtige Übersetzung von „Achsel“ ابط, DMG Ibṭ gelautet hätte. Daraus entstand der Name Betelgeuse.
Aufgrund der mit dem bloßen Auge erkennbaren roten Farbe (symbolisch für Feuer oder Blut) wurde der Stern (wie auch der Planet Mars) mit dem Krieg in Verbindung gebracht.

## Beteigeuze in Literatur und Film
In Douglas Adams’ Per Anhalter durch die Galaxis ist Beteigeuze das Heimatsystem von Ford Prefect und Zaphod Beeblebrox.
Auf einem Planeten im Sonnensystem des Beteigeuze spielt die fiktive Handlung von Pierre Boulles Buch Der Planet der Affen, welches – in abgeänderter Form – bereits mehrfach verfilmt wurde (unter anderem 1968 von Franklin J. Schaffner, 2001 von Tim Burton und 2011 von Rupert Wyatt).
Arno Schmidt bezieht sich in den physikalischen Abhandlungen seiner Erzählung Leviathan auf Beteigeuze.
1982 erschien in der DDR der Science-Fiction-Roman Zielstern Beteigeuze von Karl-Heinz Tuschel.
Der Stern ist unter seinem französischen Namen Betelgeuze Schauplatz der gleichnamigen Comic-Reihe des brasilianischen Comic-Zeichners Léo. Ein Großteil der Handlung spielt auf Betel-6, dem (fiktiven) sechsten Planeten um den Stern Beteigeuze.
Der Name Beetlejuice (englisch wörtlich Käfersaft) aus dem gleichnamigen Spielfilm von Tim Burton ist eine Verballhornung der englischen Bezeichnung des Sternes Betelgeuse. Die Hauptfigur Betelgeuse benutzt diese Schreibweise, um ihren Namen symbolisch in einer Scharade darstellen zu können. Die Fortsetzung aus dem Jahre 2024 trägt den Titel Beetlejuice Beetlejuice.
Das System des Sterns Beteigeuze ist zentraler Handlungsort in Heft 48 – Rotes Auge Beteigeuze – der Science-Fiction-Roman-Serie Perry Rhodan.
Beteigeuze taucht in einigen Philip-K.-Dick-Romanen bzw. -Kurzgeschichten auf. In der Verfilmung Blade Runner spricht am Ende der Replikant Roy Batty die Worte: „Ich habe Dinge gesehen, die ihr Menschen niemals glauben würdet: gigantische Schiffe, die brannten draußen vor der Schulter des Orion“.
Auch Ijon Tichy beginnt im von Stanisław Lem verfassten Buch Sterntagebücher seine abenteuerliche Zeitreise auf dem Weg zu diesem Stern.
In dem Kinderbuch Angstmän (wie auch im gleichnamigen Hörspiel) von Hartmut El Kurdi fragt der Titelheld (ein außerirdischer Superheld) das Mädchen Jennifer: „Braunschweig? Ist das östlich oder westlich von Beteigeuze?“
Petelgeuse Romanee-Conti, ein Antagonist aus Re:Zero – Starting Life in Another World, einer Light-Novel-Reihe mit einer Manga- und Anime-Adaption, besitzt einen von Beteigeuzes internationaler Bezeichnung Betelgeuse inspirierten Namen. Da Betelgeuse „Hand der Zwillinge“ bedeutet, ist sein Name wohl auch eine Anspielung auf seine Fähigkeit der Unsichtbaren Hand, sowie sein Spitzname „Roter Stern“ im Japanischen eine Anspielung darauf ist, dass Beteigeuze ein Roter Riese ist.